# American Chemical Society Award for Creative Work in Synthetic Organic Chemistry
Der American Chemical Society Award for Creative Work in Synthetic Organic Chemistry ist ein seit 1957 jährlich von der American Chemical Society (ACS) für innovative Synthese in Organischer Chemie vergebener Preis.
Er ist mit 5000 Dollar dotiert.

## Preisträger
- 1957 Robert B. Woodward
- 1958 William Summer Johnson
- 1959 John C. Sheehan
- 1960 Herbert Charles Brown
- 1961 Melvin S. Newman
- 1962 Charles R. Hauser
- 1963 Nelson J. Leonard
- 1964 Lewis H. Sarett
- 1965 Donald J. Cram
- 1966 William von Eggers Doering
- 1967 Gilbert Stork
- 1968 Theodore L. Cairns
- 1969 Har Gobind Khorana
- 1970 Eugene van Tamelen
- 1971 Elias James Corey Jr.
- 1972 Robert Bruce Merrifield
- 1973 George Büchi
- 1974 Edward C. Taylor
- 1975 Herbert O. House
- 1976 Franz Sondheimer
- 1977 nicht vergeben
- 1978 Satoru Masamune
- 1979 George A. Olah
- 1980 Yoshito Kishi
- 1981 Barry Trost
- 1982 David Evans
- 1983 Barry Sharpless
- 1984 Leo A. Paquette
- 1985 Albert I. Meyers
- 1986 Samuel Danishefsky
- 1987 Harry Wasserman
- 1988 Robert E. Ireland
- 1989 Derek H. R. Barton
- 1990 Clayton H. Heathcock
- 1991 Paul A. Grieco
- 1992 Dieter Seebach
- 1993 Kyriacos Costa Nicolaou
- 1994 Stuart Schreiber
- 1995 Larry E. Overman
- 1996 Teruaki Mukaiyama
- 1997 Amos B. Smith III.
- 1998 Paul Wender
- 1999 Dale L. Boger
- 2000 Dennis P. Curran
- 2001 Eric Jacobsen
- 2002 Andrew G. Myers
- 2003 Scott E. Denmark
- 2004 Tohru Fukuyama
- 2005 Chi-Huey Wong
- 2006 Stephen L. Buchwald
- 2007 Steven Ley
- 2008 Masakatsu Shibasaki
- 2009 Hisashi Yamamoto
- 2010 Ei-ichi Negishi
- 2011 David MacMillan
- 2012 Gregory C. Fu
- 2013 Erick M. Carreira
- 2014 Harold B. Dellinger
- 2015 F. Dean Toste
- 2016 Scott J. Miller
- 2017 Matthew S. Sigman
- 2018 Brian M. Stoltz
- 2019 M. Christina White
- 2020 Michael J. Krische
- 2021 Jonathan A. Ellman
- 2022 Richmond Sarpong
- 2023 Peter Wipf
- 2024 Viresh H. Rawal
- 2025 Seth B. Herzon[1]